# Ribosom-RNA
Ribosom-RNA, eller rRNA, är RNA-kedjor (ribonukleinsyra) som utgör beståndsdelar i ribosomer. Tillsammans med olika proteiner bildar rRNA ett par så kallade nukleoproteinkomplex som tillsammans formar sig till en ribosom. DNA som kodar för ribosom-RNA kallas ribosom-DNA (rDNA). 
Funktionen hos rRNA är att katalysera bildningen av nya peptidbindningar mellan aminosyror vid translationen.